# Klášter Samson
Klášter Samson (arménsky Սամսոնավանք Samsonawank) je bývalý klášter Arménské apoštolské církve v provincii Tavuš na severu Arménie. Byl založen ve 12. století a v současnosti (rok 2019) je ruinou.

## Poloha
Malý klášterní komplex se nachází jihozápadně od obce Ajarkut na kopci u Samsonu, ze kterého lze přehlédnout levý břeh řeky. Nachází se asi 168 kilometrů od hlavního arménského města Jerevanu a zpustlý areál kláštera je dnes obklopen hustými lesy. Šest kilometrů na sever leží klášter Deghdznuti Vank ze 13. století. Nedaleko kláštera se nachází pozůstatky středověkého hradu Berdakar. 

## Popis kláštera

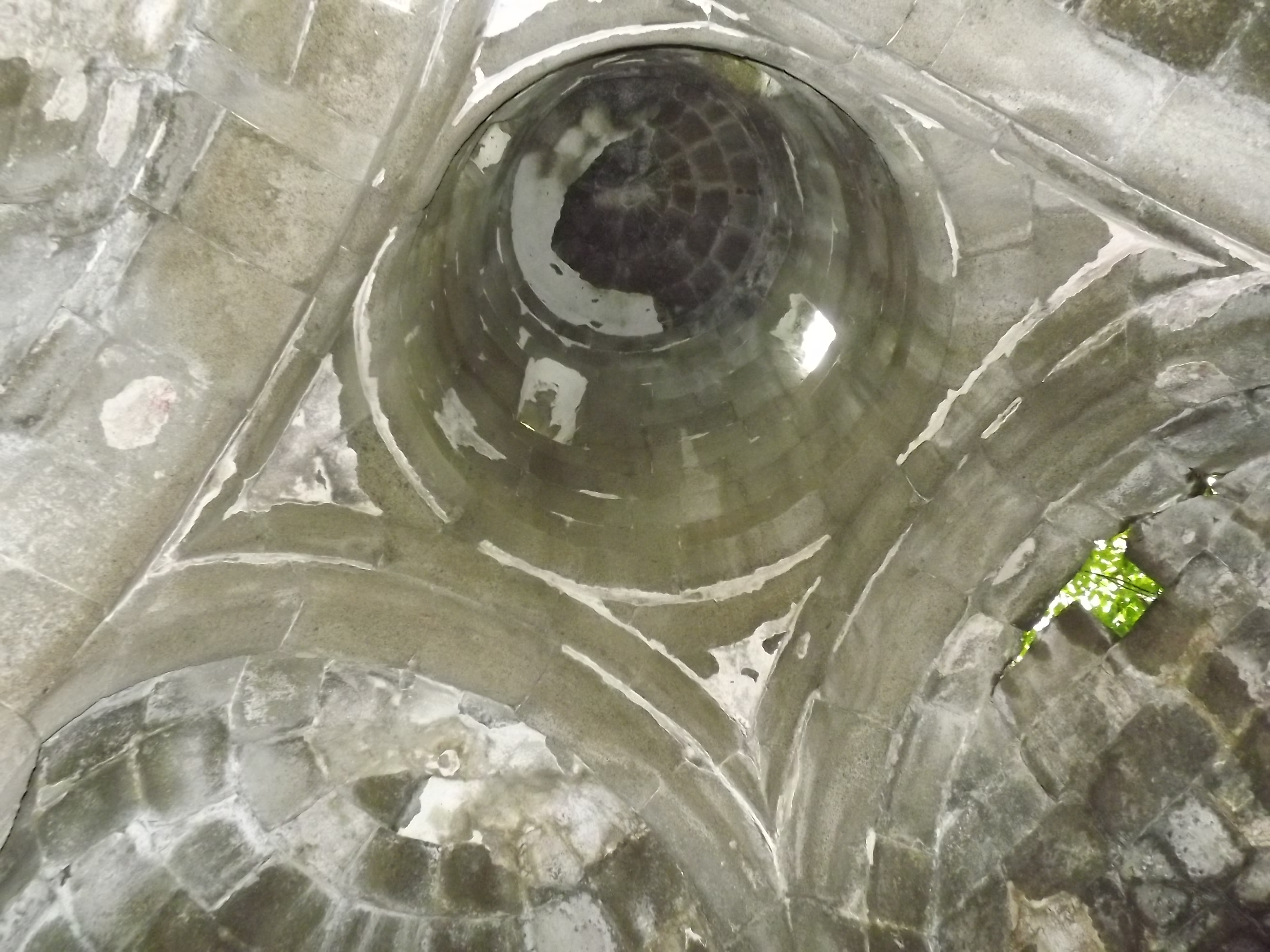
Kopule hlavního kostela

Klášterní komplex se skládá z hlavního kostela, z napůl zničené kaple, dalšího malého kostela a zbytků obytných a hospodářských budov. Hlavní kostel z 12. a 13. století je ve tvaru kříže s centrální kupolí z 12. a 13. století. Je 5,6 metrů dlouhý a 5,3 metrů široký a byl postaven z jemně vyřezávaného pískovce, který je v současnosti vymýván deštěm. Polokruhová apsida na východním konci je na vnější straně zdobena ornamenty. Střed kostela korunuje kupole (dnes částečně zničená a zarostlá) s tamburem, který je z vnější strany osmihranný a zevnitř kulatý. Dlouhá a úzká okna v tamburu propoustěla světlo do budovy. Vchod do kostela byl na západní straně budovy.
Druhý kostel byl postaven přímo na jižní zdi hlavního kostela. Jedná se o jednolodní halový kostel, který je shora uzavřen klenbou. Kostel má tvar podkovy a byl obklopen dlouhými přístavky, které jsou dnes do značné míry zničené. Zbytky zdí se zachovaly na křídle kostela.
Severně od komplexu je dnes do značné části zničená kaple, jejíž klenutý strop byl kdysi bohatě zdoben freskami. Na západní stěně se dochovalo mnoho nápisů, které poukazují na dárce, kteří stavbu financovali.